# Vítor Baía
Vítor Manuel Martins Baía (n. 15 octombrie 1969) este un fost fotbalist portughez care a evoluat pe postul de portar.
Cariera sa a fost strâns legată de FC Porto, pe care a început să o reprezinte încă la adolescență, ajutându-i la 27 de titluri și, eventual, rămânând cu clubul în rolul de ambasador.
De asemenea, după ce a jucat pentru Barcelona, Baía a apărut cu echipa națională a Portugaliei în două campionate europene și în Cupa Mondială din 2002.